# 오이카와 유야
오이카와 유야(일본어: 及川 佑, 1981년 1월 16일~)는 일본의 스피드스케이팅 선수이다. 올림픽에 3회(2006 2010, 2014) 참가했으며 2007년 세계 종목별 선수권 대회에서 남자 500m 종목 은메달을 획득했다.